# 福山路
福山路是中華人民共和國上海市浦東新區一條南北走向道路，北起至濱江大道，南至浦電路，全長2354米。道路名稱來自於山東省煙台市福山區，始建於1985年，是周邊住宅的配套工程。1987年，沈家弄路以南路段建成。